# Departamento de Educación de California
El Departamento de Educación de California (California Department of Education) es una agencia del Gobierno de California. Tiene su sede en Sacramento. El departamento supervisa educación pública en California. Tom Torlakson es el superintendente de instrucción pública y el director de educación.